# ابوشنان سفلی
ابوشنان سفلی، روستایی از توابع بخش مشراگه شهرستان رامشیر در استان خوزستان ایران است.

## جمعیت
این روستا در دهستان آزاده قرار دارد و براساس سرشماری مرکز آمار ایران در سال ۱۳۸۵، جمعیت آن ۵۷ نفر (۱۰خانوار) بوده‌است.